# Pointed Sticks
Pointed Sticks est un groupe canadien de punk rock et new wave, originaire de Vancouver, en Colombie-Britannique.  Actif à l'origine de 1978 à 1981, il se reforme de juillet 2006 à novembre 2012. Après une pause de trois ans, Pointed Sticks revient sur scène en juin 2015 pour des concerts sur l'île de Vancouver ainsi que pour la fête de rue Khatsahlano du 11 juillet à Vancouver (des apparitions sporadiques sur scène se sont poursuivies en 2016). 
Le groupe est connu pour sa musique pop mélodique et rapide et pour l'utilisation généreuse de chants harmonieux par les cinq membres, ainsi que pour des images graphiques inhabituelles qui agissent en contrepoint de la musique.

## Nom
Le groupe tire son nom d'un dialogue dans un célèbre sketch des Monty Python, Self-Defence Against Fresh Fruit, dans lequel Eric Idle suggère à plusieurs reprises qu'apprendre à se défendre contre quelque chose comme un « bâton pointu » (pointed stick) pourrait être plus utile que de se défendre contre des fruits frais. Ils ont choisi ce nom après avoir découvert que leurs six premiers choix avaient tous été pris. Au début de leur carrière, ils sont brièvement connus sous le nom de « Ernie Dick and the Pointed Sticks ».

## Histoire
Ils sont le premier groupe canadien signé par Stiff Records, bien que le label ait connu des problèmes financiers et n'ait jamais sorti d'album du groupe. Le groupe original était composé du chanteur Nick Jones, du guitariste Bill Napier-Hemy, du bassiste Tony Bardach et du batteur Ian Tiles. Le claviériste Gord Nicholl a rejoint le groupe peu après. Johnny Ferreira a ensuite rejoint le groupe au saxophone, Bardach a été remplacé par Scott Watson à la basse, et Tiles a été remplacé par le batteur Robert Bruce (d'Active Dog), et plus tard par Ken « Dimwit » Montgomery (qui était également connu pour avoir fait partie des Subhumans et de D.O.A.). Le groupe sort quatre singles (dont leur seule sortie chez Stiff Records, un vinyle de trois chansons) avant de sortir leur premier album studio, Perfect Youth, en 1980. Des membres du groupe apparaissent dans le film de Dennis Hopper, Out of the Blue, en 1980.
Les membres originaux du groupe se réunissent en 2006 pour une tournée au Japon, et continuent à donner des concerts sporadiques au Canada et aux États-Unis. En 2009, le groupe enregistre un album entièrement nouveau, Three Lefts Make A Right, sorti le 1er novembre de la même année sur Northern Electric Records. Le groupe retourne au Japon en août 2010 avec le soutien de Dishrags, leurs contemporaines féminines de la scène punk de Vancouver, qui se sont réunies à nouveau. Le 12 mai 2011, Pointed Sticks participe à un concert de bienfaisance à Vancouver pour venir en aide aux victimes du séisme de 2011 au Japon. Three Lefts Make a Right est mixé par Mike Fraser de Vancouver. Les enregistrements complets des Stiff Sessions sortent en CD au Japon en 2008, sur le label Base. Un troisième album studio, intitulé Pointed Sticks, sort sur le label Northern Electric via Sudden Death Distribution.
Les Pointed Sticks font l'objet d'un documentaire en 2010, Bloodied but Unbowed, réalisé par Susanne Tabata.